# Gallinococcus leptospermi
Gallinococcus leptospermi är en insektsart som först beskrevs av Morrison 1927.  Gallinococcus leptospermi ingår i släktet Gallinococcus och familjen Lecanodiaspididae. Inga underarter finns listade i Catalogue of Life.